# 稻香村街道
稻香村街道，是中华人民共和国安徽省合肥市蜀山区下辖的一个乡镇级行政单位。

## 行政区划
稻香村街道下辖以下地区：
金寨南路社区、望江西路社区、朝阳社区、黄山路社区和合作化南路社区。